# Władimir Graudyń
Władimir Władimirowicz Graudyń, ros. Владимир Владимирович Граудынь (ur. 4 października 1963 w Moskwie) – rosyjski lekkoatleta specjalizujący się w biegach średniodystansowych, uczestnik letnich igrzysk olimpijskich w Seulu (1988). W czasie swojej kariery reprezentował również Związek Socjalistycznych Republik Radzieckich.

## Sukcesy sportowe
- mistrz Związku Radzieckiego w biegu na 1500 metrów – 1986[1]
- dwukrotny halowy mistrz Związku Radzieckiego w biegu na 800 metrów – 1986, 1987[2]

| Rok  | Miasto       | Zawody                    | Konkurencja   | Wynik         |
| ---- | ------------ | ------------------------- | ------------- | ------------- |
| 1987 | Liévin       | Halowe mistrzostwa Europy | bieg na 800 m | srebrny medal |
| 1987 | Indianapolis | Halowe mistrzostwa świata | bieg na 800 m | srebrny medal |

## Rekordy życiowe
- bieg na 800 metrów – 1:44,10 – Oslo 02/07/1988
- bieg na 800 metrów (hala) – 1:47,2 – Moskwa 25/01/1987
- bieg na 1000 metrów – 2:17,66 – Budapeszt 11/08/1986
- bieg na 1000 metrów (hala) – 2:20,80 – Moskwa 01/02/1986